# Flagge Oklahomas

- Flagge von Oklahoma

Gouverneursflagge

Die Flagge des US-Bundesstaats Oklahoma wurde im Jahr 1925 angenommen.

## Geschichte

Ursprüngliche Flagge Oklahomas

### 1911–1924
Von 1911 bis 1925 führte Oklahoma eine rote Flagge mit einem fünfzackigen Stern mit der Zahl 46 als Hinweis darauf, dass Oklahoma als 46. Staat den Vereinigten Staaten beitrat. Diese Flagge hatte viele Gegner, weil die Farbe Rot mit dem Kommunismus gleichgesetzt wurde, was der Anlass für die Daughters of the American Revolution (Töchter der amerikanischen Revolution), einer patriotischen Frauenvereinigung, war, einen Wettbewerb für eine neue Flagge auszuschreiben.

### Heutige Fassung
Der Entwurf stammt aus einem Wettbewerb, der im Jahr 1924 veranstaltet wurde. Der Name des Bundesstaats wurde erst im Jahr 1941 ergänzt.
Die Flagge zeigt auf blauem Untergrund einen indianischen Büffellederschild mit sieben herabhängenden Adlerfedern hinter einer Friedenspfeife und einem Olivenzweig. Die Friedenspfeife und der Olivenzweig symbolisieren das friedliche Zusammenleben zwischen den ansässigen nordamerikanischen Indianern und den zugewanderten Europäern.
Die Farbe Blau erinnert an die Uniformen der indianischen Choctaw-Soldaten während des Sezessionskriegs.
Die indianischen Friedenssymbole erinnern an den früheren Namen „Indian Territory“ (Indianergebiet).